# ナターシャ・アトラス

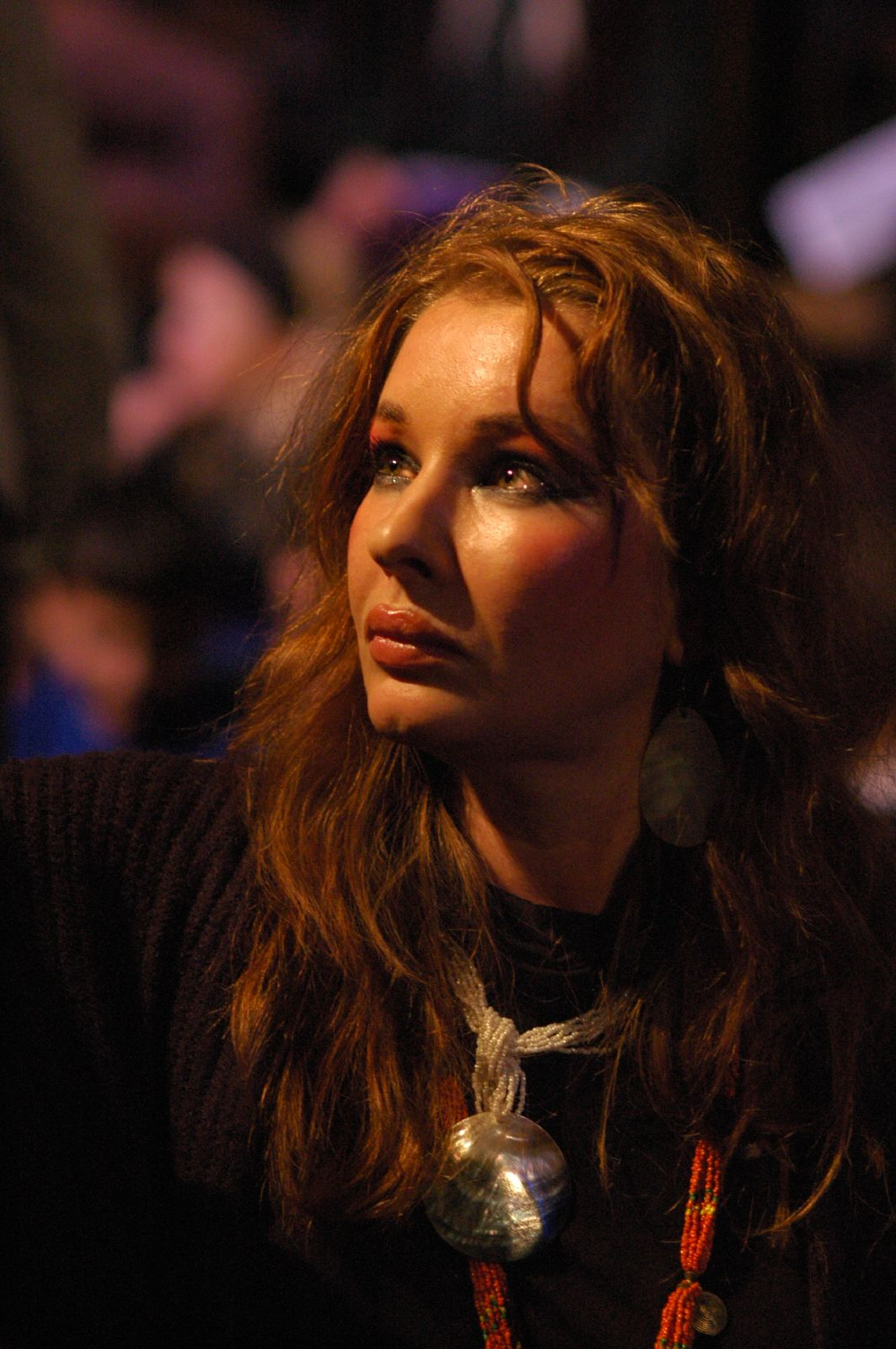
2006年

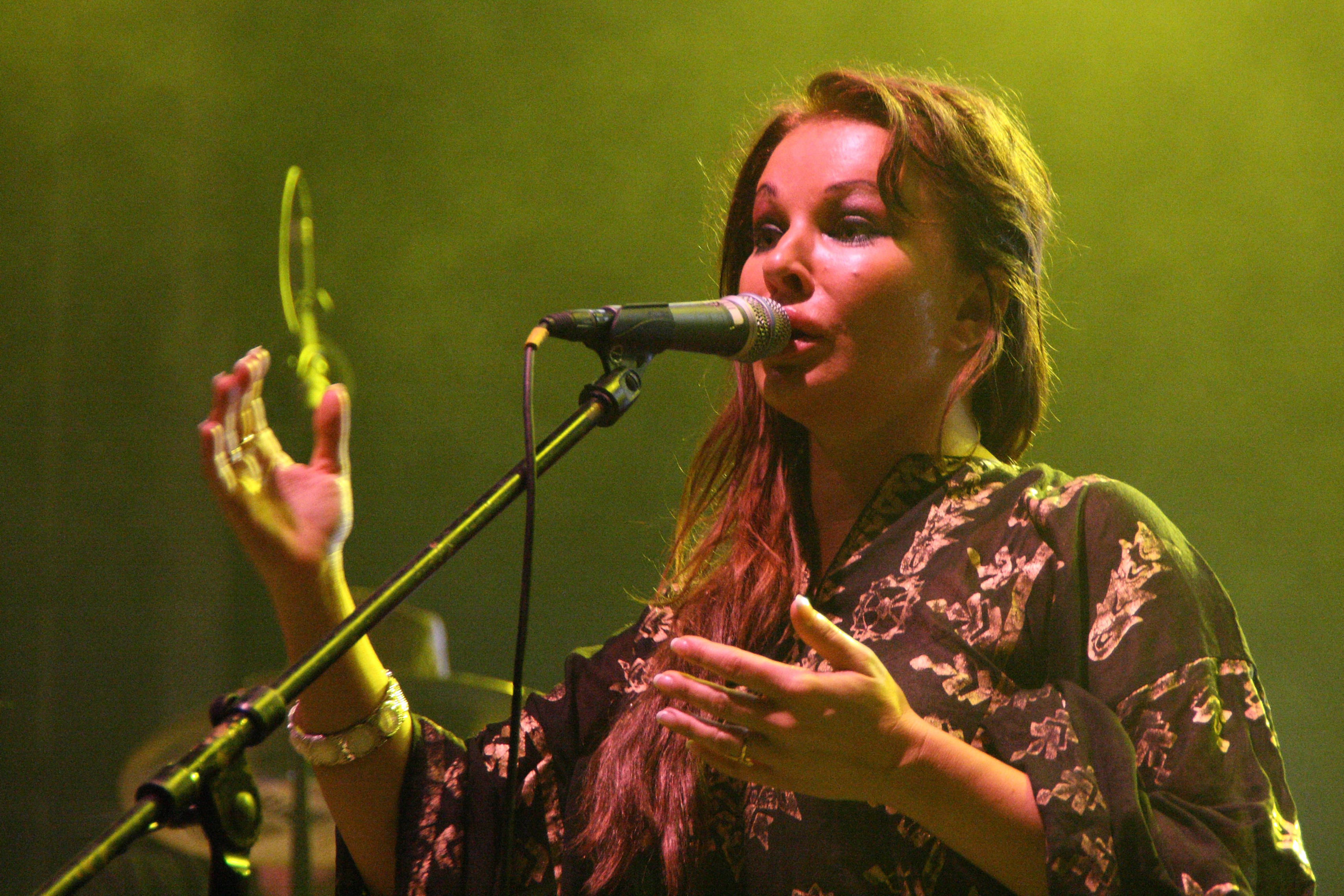
2009年

ナターシャ・アトラス（阿: نتاشا أطلس、Natacha Atlas、1964年3月20日 - ）は、ベルギーの歌手。ブリュッセル、スカールベークで生まれた。

## 人物
スペイン・ポルトガル系ユダヤ人を父に持ち、ブリュッセルのモロッコ人街で育つ。フランス語、スペイン語、アラビア語に堪能であり、10代でイギリスに移住した。イスラム教を信仰しており、数々の音楽プロジェクト参加後、1995年にソロ・アルバム『ディアスポラ』を発表した。

## ディスコグラフィ

### スタジオ・アルバム
- 『ディアスポラ』 - Diaspora (1995年、Nation)
- 『ハリム』 - Halim (1997年、Nation)
- Gedida (1999年、Mantra)
- Ayeshteni (2001年、Mantra)
- Foretold in the language of dreams (2002年、Mantra) ※with Marc Eagleton
- Something Dangerous (2003年、Mantra)
- Mish Maoul (2006年、Mantra)
- 『アナ・ヒナ』 - Ana Hina (2008年、World Village) ※with ザ・マジーカ・アンサンブル
- 『写し鏡』 - Mounqaliba (In a State of Reversal) (2010年、World Village)
- 『マウンカリバ・ライジング - THE REMIXES』 - Mounqaliba (Rising: The Remixes) (2011年、Six Degrees) ※リミックス
- Les Nuits (2013年、Mazeeka) ※with Samy Bishai
- Myriad Road (2015年、Decca)
- Strange Days (2019年、Whirlwind)

### ライブ・アルバム
- 『エクスプレッションズ〜ライヴ・イン・トゥールーズ』 - Expressions - Live In Toulouse (2013年、Mazeeka)

### コンピレーション・アルバム
- The remix collection (2000年、Mantra)
- The Best of Natacha Atlas (2005年、Mantra)
- Five Albums (2013年、Banquet) ※最初の5枚のアルバムによるボックスセット
- Habibi: Classics and Collaborations (2013年、Nascente/ Demon)

### DVD
- Transglobal Underground (2005年)
- The Pop Rose of Cairo (2009年)